# Кросново
Кросново (пол. Krosnowo, нім. Kroßnow) — село в Польщі, у гміні Божитухом Битівського повіту Поморського воєводства.
Населення — 199 осіб (2011).
У 1975-1998 роках село належало до Слупського воєводства.

## Демографія
Демографічна структура станом на 31 березня 2011 року:
|          | Загалом | Допрацездатний вік | Працездатний вік | Постпрацездатний вік |
| -------- | ------- | ------------------ | ---------------- | -------------------- |
| Чоловіки | 106     | 25                 | 72               | 9                    |
| Жінки    | 93      | 16                 | 59               | 18                   |
| Разом    | 199     | 41                 | 131              | 27                   |